# 폴란드 진혼곡
폴란드 진혼곡(폴란드어: Polskie Requiem)은 크시슈토프 펜데레츠키의 합창곡 중 가장 긴 곡이다.1984년 그는 연대로부터 1970년 12월 사건(레흐 바웬사의 자유 노조) 때 희생된 사람을 기리기 위한 그단스크 조선소에 만들어진 조각 작품의 제막식을 위한 곡을 위탁받았다. 그는 《눈물의 날》라는 곡을 썼고, 후에 이를 폴란드 진혼곡으로 확장했는데, 이는 그의 후기작품 중 유명한 곡이 되었다. 이 작품에서는 그의 초기작품을 떠올리게 하는 부분도 있지만 전반적으로 화려한 화성이 쓰였다.이 작품에는 15악장인 폴란드 찬송가 '거룩하신 하나님'이 수록되어 있다. 1984년 9월 28일 므스티슬라프 로스트로포비치의 지휘와 슈투트가르트 방송교향악단의 연주로 첫 번째로 초연되었고 1993년 11월 11일 작곡가 자신의 지휘와 로열 스톡홀름 필하모니 관현악단의 연주로 두 번째로 초연되었다.

## 악기·성악 편성
- 목관악기: 플루트3(제3은 피콜로를 겸함), 오보에3, 클라리넷(B♭)3, 베이스 클라리넷, 바순3, 콘트라바순
- 금관악기: 호른6, 트럼펫(C)4, 트롬본4, 튜바
- 타악기: 팀파니, 심벌즈, 탐탐, 큰북, 작은북, 테너 드럼, 군악대용 작은북, 톰톰6, 팀발레스5, 우드블록(알토), 튜블러 벨, 큰 종, 교회 종, 라쳇, 채찍, 글로켄슈필, 비브라폰, 실로폰
- 현악 5부
- 성악(독창): 소프라노1, 메조소프라노1, 테너1, 베이스1
- 성악(합창): 혼성 4부

## 차례
- 1. 입제창
- 2. 자비송
- 3. 진노의 날
- 4. 나팔을 궁금해
- 5. 죽음을 놀라게 한다
- 6. 나는 불쌍한 뭐죠
- 7. 왕의 끔찍한 예측
- 8. 기억 예수님 파이오슬리
- 9. 그들은 유죄인 것처럼 한숨
- 10. 눈물의 날
- 11. 신성한 노래
- 12. 하느님의 어린 양
- 13. 영원한 빛
- 14. 오,주여
- 15. 거룩하신 하나님
- 16. 자유의 영혼

## 두 번째 초연시의 성악가
- 소프라노: 자드비가 가두란카
- 메조소프라노: 자드비가 레페
- 테너: 자초스 테자키스
- 베이스: 표트르 노바츠키